# アンミ・フィリップス
アンミ・フィリップス（Ammi Phillips、1788年4月24日 - 1865年7月11日）は19世紀前半のアメリカ合衆国の肖像画家である。50年ほどにわたって、コネチカット、マサチューセッツ、ニューヨークで活躍した。没後「忘れられた画家」になっていたが20世紀の初めに民俗学者・コレクターによって再発見され、その生涯、作品が研究された。

## 概要
コネチカット州のリッチフィールド郡のコールブルック(Colebrook)に生まれた。美術をどのように学んだかは不明である。独学の画家とされ 、画家を職業として活動していたことは、21歳の時にマサチューセッツの新聞に肖像画家として広告を出し、注文を取っていた記録が残っていたことから知られている。初めは装飾画も得意であると広告していたが、肖像画の専門になった。当時の地方の人々を満足させる技術を有していたので、2年ほどの間にマサチューセッツ西部の町の有力者から注文を受けるようになった。
同時代の独学で画家になったウエストやコプリーといった画家がフィラデルフィアやボストンなどの都市で活動し、有名になったのに対して、田舎町に住み続けた。田舎町からの注文は少ないので、マサチューセッツ、コネチカットなどの町を旅する生活を続けた。
1865年に72歳でマサチューセッツ州で亡くなった。
フィリップスが再評価されるようになったのは1924年からで、コネチカット州ケントの骨董市に何点かの作者不明の女性の肖像画が展示されてからで、1940年以降にコネチカットとニューヨークの州境地域で、何点かの肖像画が見つかり、1958年になって Barbara Holdridgeと Larry Holdridgeらの研究でこれらの作品がフィリップの作品とされた。1968年にアメリカン・フォーク・アート博物館でフィリップスの展覧会が開かれた。作品の価値が評価され、1976年までに約400点の作品がフィリップスのものとして発見された。
同時代のアメリカで同様に地域を巡回して素朴な肖像画を描いた画家にはラルフ・アール（1751-1801）やジョン・ブリュースターJr.（1766-1854）がいる。

## 作品

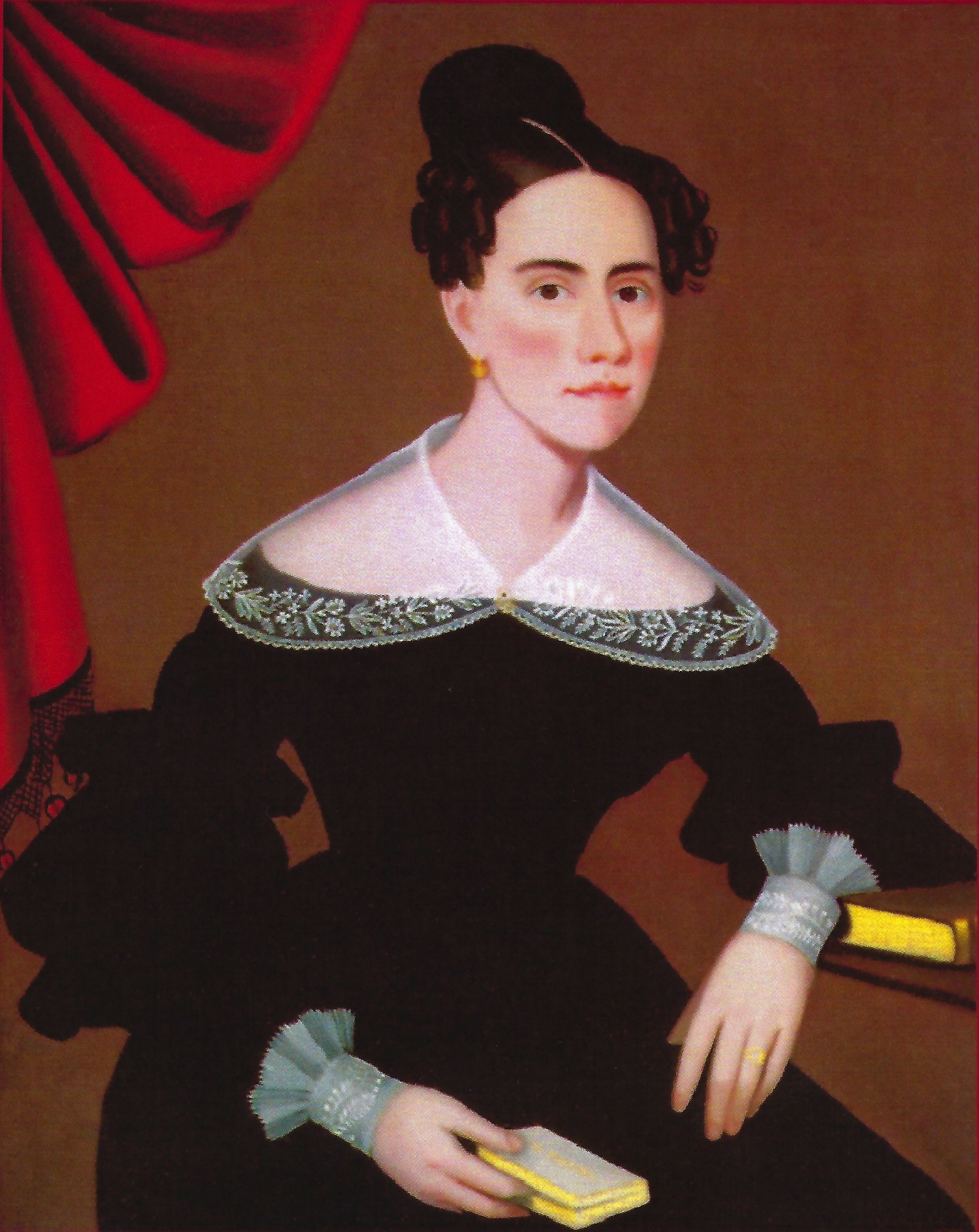
(1833)
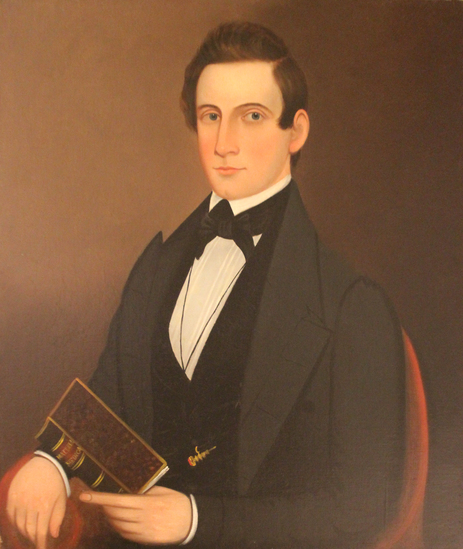
(c.1840)
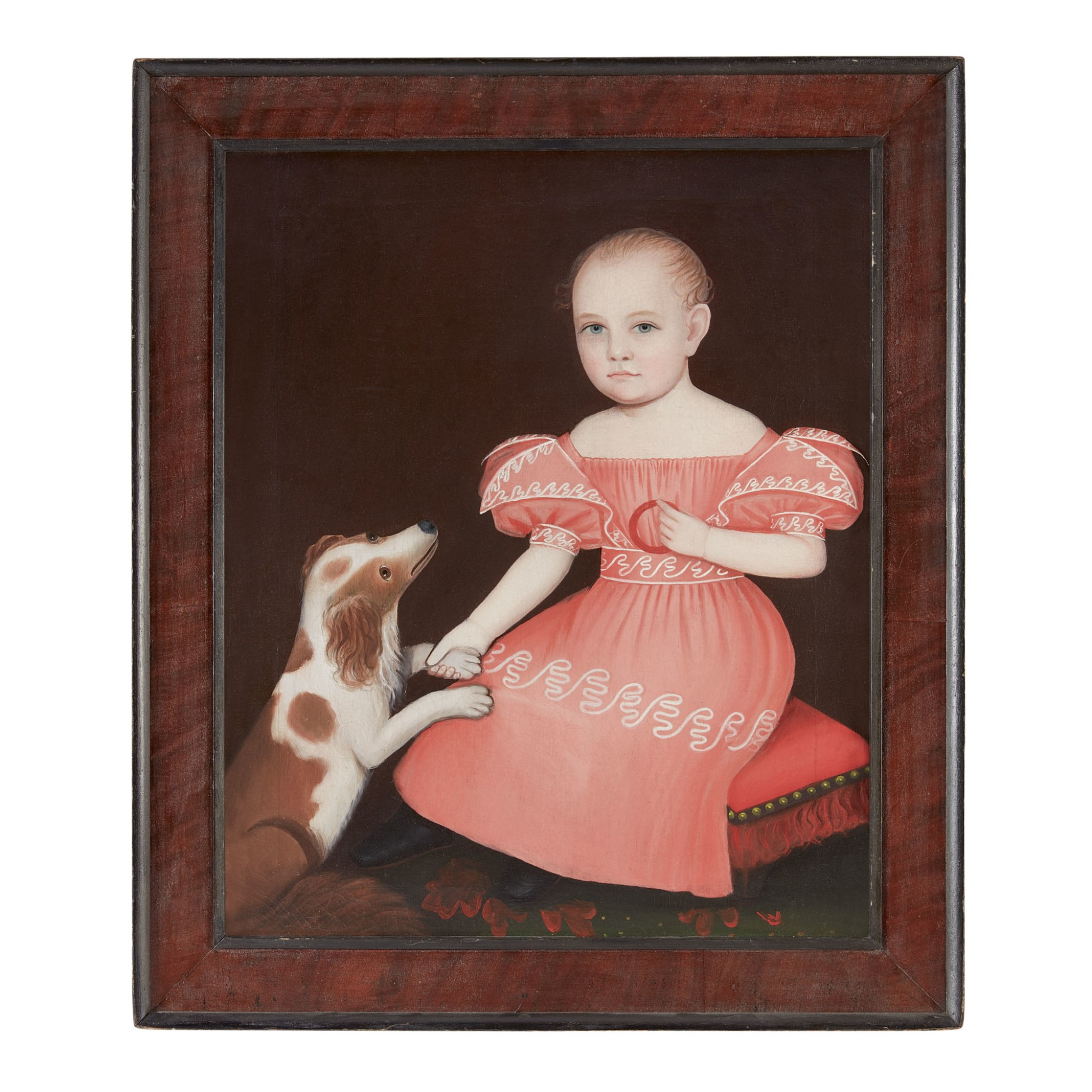
(c.1835)
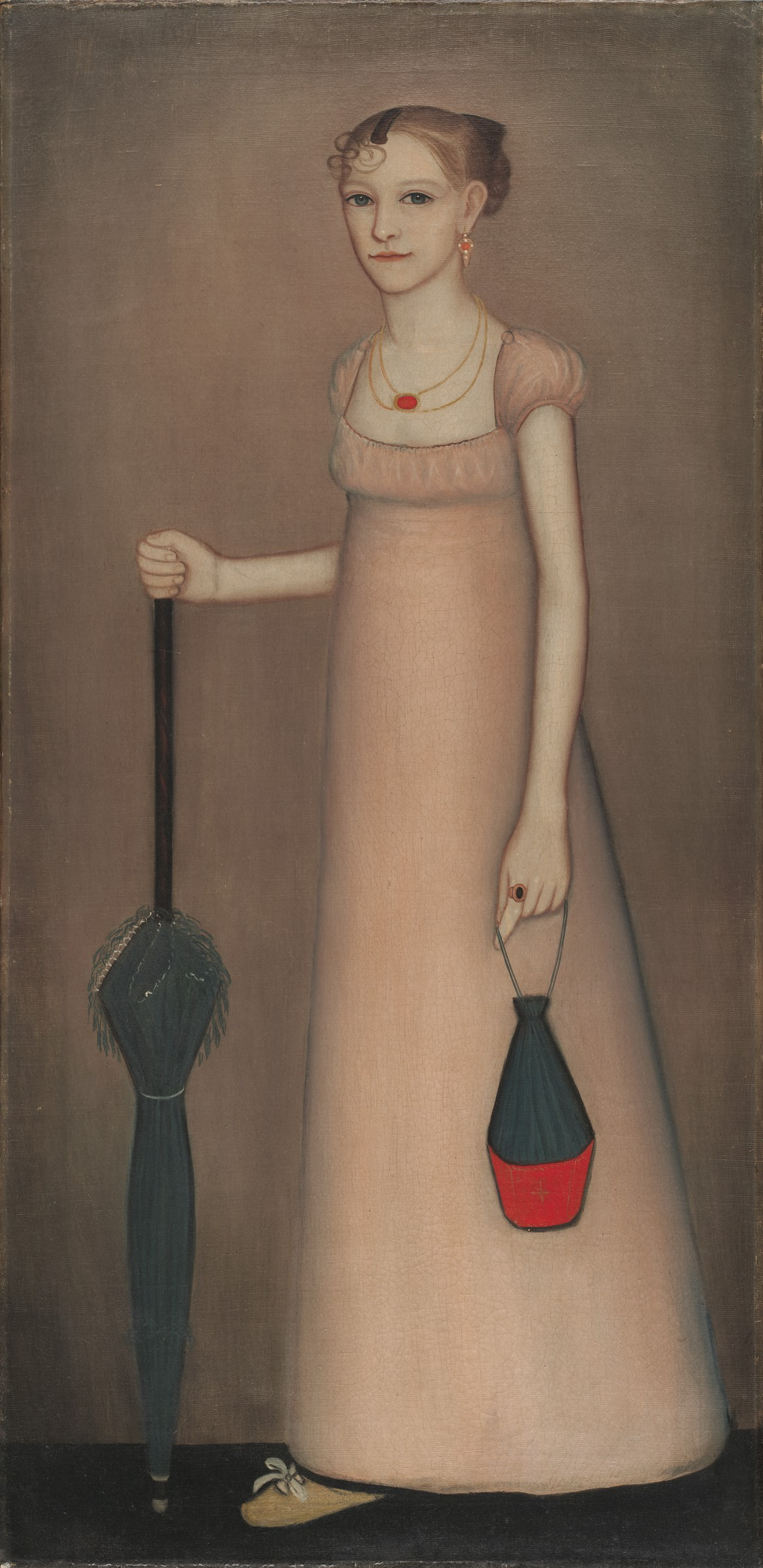